# The Texas Twister
Albums de Buddy Tate
Buddy Tate and His Buddies
(1973) Jive at Five
(1975)
The Texas Twister est un album de jazz enregistré en 1975 à New York aux États-Unis par le saxophoniste américain Buddy Tate.

## Historique

### Enregistrement et production
L'album The Texas Twister est enregistré le 21 février 1975 aux National Recording Studios à New York aux États-Unis par les saxophonistes Buddy Tate et Paul Quinichette, le pianiste Cliff Smalls, le contrebassiste Major Holley et le batteur Jackie Williams,.
Le disque est produit par Bill Weilbacher, cofondateur du label Master Jazz Recordings avec Don Kanter en 1967,,.
La prise de son est assurée par l'ingénieur du son Roger Rhodes,.

### Publication et rééditions
L'album The Texas Twister sort en disque vinyle LP en 1975 sous la référence MJR 8128 sur le label Master Jazz Records.
La notice du LP (original liner notes) est rédigée par Gary Giddins, un critique de jazz, auteur et réalisateur américain né en 1948 à New York, qui couvrait le jazz dans le journal hebdomadaire américain The Village Voice et a co-fondé l'American Jazz Orchestra,.
Le design de la pochette est l'œuvre de Bob Defrin, tandis que la photographie est de Chuck Stewart, un photographe américain actif dans le monde du jazz depuis le début des années 1950,,,.
L'album est réédité par le même label en 1987 en LP sous la référence NW 352-1 et en CD sous la référence NW 352-2,.

## Accueil critique
Dans la notice du LP originel, Gary Giddins souligne que « The Texas Twister est une session détendue. Ses multiples moments forts commencent avec le titre principal, une confection de riffs de trente-deux mesures avec un solo d'ouverture volontaire de Tate. Son meilleur jeu sur cet album est entendu sur Talk of the Town, un exemple mémorable de sa capacité à investir une ballade avec une générosité émotionnelle, une invention mélodique et une finesse rythmique ludique, et sur Topsy dans lequel il suit le solo de piano avec un solo planant, plaintif mais impeccablement joué. Tate est un clarinettiste merveilleusement évocateur (il est également un flûtiste doué) bien qu'il n'ait pas beaucoup joué de cet instrument sur disque. Cet album nous offre deux exemples de son approche sensible de la clarinette, sur Chicago et Gee Baby (tous deux avec les solos soutenus de Quinichette). Bien qu'il ne soit pas un chanteur particulièrement accompli, la voix légèrement tremblante de Buddy fait son effet et lorsqu'il fait irruption sur Boogie Woogie, il montre un punch à la Jimmy Rushing. Major Holley chante également et fait la démonstration de sa méthode personnelle de vocalisation en accompagnant sa contrebasse sur la deuxième version de Take Me Back Baby. Ce disque a été réalisé en une après-midi, le produit de vieux amis savourant les bases du jazz et d'un maître musicien ».
Le site AllMusic attribue 4 étoiles à l'album The Texas Twister. Le critique musical Scott Yanow d'AllMusic souligne que « La musique de cet album est très proche de celle de Count Basie. Outre l'original d'ouverture The Texas Twister et la ballade de Tate sur Talk Of The Town, toute la musique est tirée du répertoire de Basie, notamment Chicago, Boogie Woogie et Topsy. Tous les musiciens (dont la plupart ne faisaient pas trop d'enregistrements au milieu des années 70) sont inspirés et en pleine forme. ».

## Liste des morceaux
Le LP comprend les huit morceaux suivants :
| No | Titre                        | Auteur                       | Durée |
| -- | ---------------------------- | ---------------------------- | ----- |
| 1. | The Texas Twister            | Tate - Quinichette           | 4:25  |
| 2. | Talk Of The Town             | Symes - Neiburg - Livingston | 6:35  |
| 3. | Take Me Back Baby, Part One  | Basie - Rushing - Smith      | 3:52  |
| 4. | Take Me Back Baby, Part Two  | Basie - Rushing - Smith      | 4:50  |
| 5. | Chicago                      | Fisher                       | 7:02  |
| 6. | Boogie Woogie                | Basie - Rushing              | 3:53  |
| 7. | Topsy                        | Battle - Durham              | 6:12  |
| 8. | Gee Baby Ain't I Good To You | Redman - Razaf               | 7:06  |

## Musiciens
- Buddy Tate : saxophone ténor, clarinette
- Paul Quinichette : saxophone ténor
- Cliff Smalls : piano
- Major Holley : contrebasse
- Jackie Williams : batterie